# RAM
RAM (kratica od random-access memory - memorija s nasumičnim pristupom) je oblik primarne računalne memorije čijem se sadržaju može izravno pristupiti, za razliku od sekvencijskih memorijskih uređaja kao što su magnetne vrpce, CD i DVD diskovi te tvrdi diskovi, u kojima pristup određenom sadržaju ovisi o položaju čitača. RAM omogućuje upisivanje i čitanje podataka, za razliku od ROM-a, iz kojeg se podatci mogu samo čitati. U RAM se upisuju aktivni programi, te informacije potrebne za trenutačan rad računala. Ima mnogo veću memoriju od ROM-a

## Općenito
Računala koriste RAM za čuvanje programskog koda i podataka tijekom rada programa.Jedna od glavnih karakteristika RAM-a je taj da se pristup svim memorijskim lokacijama izvodi u jednakom vremenskom intervalu, za razliku od ostalih memorijskih komponenti koje imaju određeno vrijeme čekanja.
U prošlosti, sistemi bazirani na elektronskim cijevima ponašali su se kao današnji RAM, ali su bili dosta nestabilni.
Mnogi oblici RAM-a, za razliku od ostalih memorijskih uređaja, gube podatke kada je računalo ugašeno. Moderni RAM najčešće zapisuje podatke u obliku naboja unutar kondenzatora kod dinamičke memorije, ili stanja bistabila kod statičke memorije.
Trenutačno se istražuju oblici RAM-a koji bi zadržali podatke i nakon gašenja računala, na primjer nanocijevi, te memorija koja se bazira na efektu magnetskog tunela.
U ljeto 2003. pojavio se 128 kbit čip magnetskog RAM-a, veličine 0,18 mikrona. Tehnologija MRAM-a bazira se na efektu magnetskog tunela. U lipnju 2004., tvrtka Infineon prikazala je prototip MRAM memorije od 16 Mbita veličine 0,18 mikrona.
Što se tiče nanocijevi, tvrtka Nantero je 2004. proizvela funkcionalan prototip od 10 GB.
Dijelovi RAM-a mogu se i particionirati tako da imaju oblik i funkciju tvrdog diska, takozvani ramdisk.
Većina računala ima između 128 MB i 8 GB RAM-a.

## Tipični oblici RAM-a
- SRAM (Static RAM - "statički RAM")
- NVRAM (Non-Volatile RAM)
- DRAM (Dynamic RAM - "dinamički RAM")
  - Fast Page Mode DRAM
  - EDO RAM (Extended Data Out DRAM)
  - SDRAM (Synchronous DRAM)
    - DDR SDRAM (Double Data Rate Synchronous DRAM)
    - RDRAM (Rambus DRAM)

## Netipični oblici RAM-a
- Dual-ported RAM
- Video RAM ili VRAM
- WRAM
- MRAM
- FeRAM

## RAM moduli
RAM se proizvodi u obliku tiskanih pločica s integriranim krugovima. Najčešće su u obliku plug-in modula.
Standardni moduli su:
- Single in-line memory module (SIMM)
- Dual in-line memory module (DIMM)
- Rambus moduli su zapravo DIMM moduli, ali se najčešće zovu RIMM